# اهرنسفلد
اهرنسفلد (به آلمانی: Ahrensfelde) یک شهر در آلمان است که در براندنبورگ واقع شده‌است.

## خصوصیات
اهرنسفلد ۵۷٫۷۴ کیلومترمربع مساحت دارد ۵۶-۸۵ متر بالاتر از سطح دریا واقع شده‌است.